# De heldere zon brengt het aan het licht
De heldere zon brengt het aan het licht is een sprookje uit Kinder- und Hausmärchen met als volgnummer KHM115, opgetekend door de gebroeders Grimm. De oorspronkelijke naam is Die klare Sonne bringt's an den Tag.

## Het verhaal
Een kleermaker zit zonder geld en valt een jood aan, maar de jood zegt maar acht centen te hebben. Hij slaat de man en deze zegt: de heldere zon zal het aan het licht brengen en sterft. De jood heeft echt maar acht centen op zak en de kleermaker neemt ze mee. Hij legt de jood achter een struik en komt in een stad bij een meester-kleermaker in dienst. De meester-kleermaker heeft een mooie dochter en hij trouwt met haar, ze zijn gelukkig. De schoonvader en -moeder sterven als het paar al twee kinderen heeft en ze hebben het rijk alleen.
De vrouw brengt koffie en wanneer haar man dit op het schoteltje gegoten heeft en wil drinken, schijnt de zon erop en het licht maakt kringetjes op de muur. De man zegt hier iets over en de vrouw wil weten wat hij bedoelt, maar hij mag niks vertellen. Ze blijft jaren vragen en hij vertelt zijn vrouw toch wat er is gebeurd. Hij vraagt zijn vrouw dit geheim te houden, maar ze vertelt het aan haar nicht. Ook zij mag niks doorvertellen en voordat drie dagen om zijn, weet de hele stad wat er is gebeurd. De kleermaker wordt veroordeeld en de heldere zon heeft alles aan het licht gebracht.

## Achtergronden bij het sprookje
- Het sprookje komt uit Zwehrn in Nederhessen.
- Het is een sage die alleen bij Germaanse volken bekend is.
- De zon ziet alles en is het symbool van gerechtigheid. Er is een Duits spreekwoord: Es wird nichts so fein gesponnen, es kommt endlich an die Sonnen. Het lijkt op het Nederlandse: Al is de leugen nog zo snel, de waarheid achterhaalt hem wel.
- In de Edda verberg de zon zich tijdens een moord.
- In andere verhalen openbaren vogels een verborgen misdaad, zoals in Die Kraniche des Ibykus van Friedrich von Schiller. Het is een oud geloof dat het woord van een stervende macht heeft.